# كوينتي

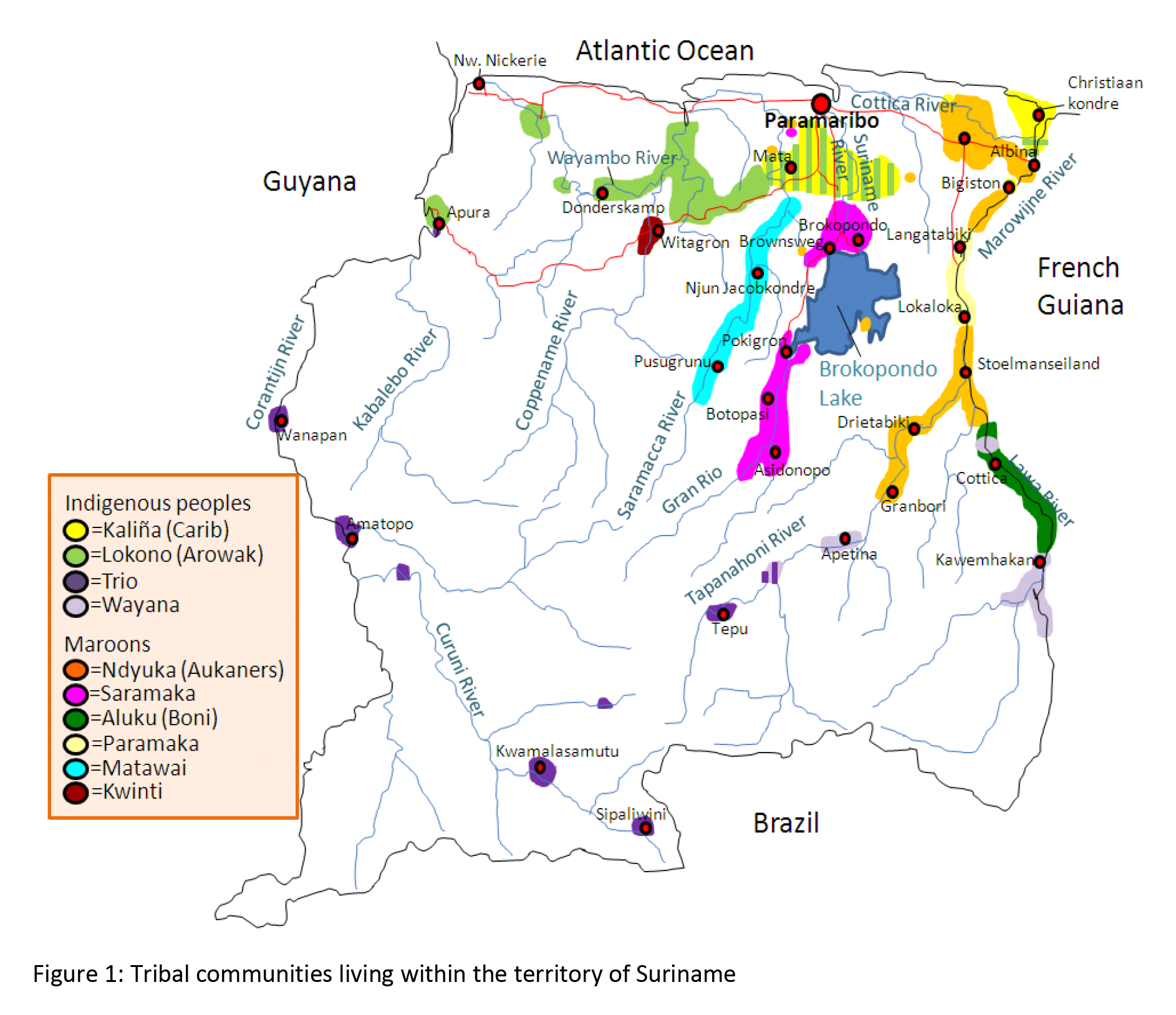
المناطق المُلونة بالأحمر تُظهر أماكن تموضع مجموعة الكوينتي في سورينام

الكوينتي هي مجموعة عرقية تعيش في أدغال وسط سورينام، لغتهم بشكل رمزي يتحدثها أقل من 1000 شخص. وهي اٍحدى شعوب المارون.